# Liogenys densata
Liogenys densata är en skalbaggsart som beskrevs av Frey 1969. Liogenys densata ingår i släktet Liogenys och familjen Melolonthidae. Inga underarter finns listade i Catalogue of Life.